# ATP de Roma de 2012
O ATP de Roma de 2012 foi um torneio de tênis masculino disputado em quadras de saibro na cidade de Roma, na Itália. Esta foi a 69ª edição do evento, realizado no Foro Italico.

## Distribuição de pontos e premiação

### Pontuação
| Evento  | V    | F   | SF  | QF  | Terceira rodada | Segunda rodada | Primeira rodada | Q  | Q2 | Q1 |
| Simples | 1000 | 600 | 360 | 180 | 90              | 45             | 10              | 25 | 16 | 0  |
| Duplas  | 1000 | 600 | 360 | 180 | 90              | 0              | —               | —  | —  | —  |

### Premiação
| Evento  | V         | F         | SF        | QF       | Terceira rodada | Segunda rodada | Primeira rodada | Q2      | Q1      |
| Simples | € 460.260 | € 225.680 | € 113.580 | € 57.755 | € 30.000        | € 15.810       | € 8.535         | € 1.965 | € 1.000 |
| Duplas* | € 142.500 | € 69.780  | € 35.000  | € 17.970 | € 9.290         | € 4.900        | —               | —       | —       |

* por dupla

## Chave de simples

### Cabeças de chave
| País | Jogador               | Rank1 | Cabeça |
| ---- | --------------------- | ----- | ------ |
|      | Novak Djokovic        | 1     | 1      |
| SUI  | Roger Federer         | 2     | 3      |
| ESP  | Rafael Nadal          | 3     | 2      |
| GBR  | Andy Murray           | 4     | 4      |
| FRA  | Jo-Wilfried Tsonga    | 5     | 5      |
| ESP  | David Ferrer          | 6     | 6      |
| CZE  | Tomáš Berdych         | 7     | 7      |
| SRB  | Janko Tipsarević      | 8     | 8      |
| USA  | John Isner            | 10    | 9      |
| ARG  | Juan Martín del Potro | 11    | 10     |
| FRA  | Gilles Simon          | 12    | 11     |
| ESP  | Nicolás Almagro       | 13    | 12     |
| FRA  | Gaël Monfils          | 14    | 13     |
| ARG  | Juan Mónaco           | 15    | 14     |
| ESP  | Feliciano López       | 16    | 15     |
| FRA  | Richard Gasquet       | 18    | 16     |

- 1 Rankings como em 15 de maio de 2012

### Outros participantes
Os seguintes jogadores receberam convites para a chave de simples:
- Paolo Lorenzi
- Potito Starace
- Filippo Volandri

Os seguintes jogadores entraram na chave de simples através do qualificatório:
- Guillermo García-López
- Santiago Giraldo
- Robin Haase
- Blaž Kavčič
- Sam Querrey
- Albert Ramos
- Adrian Ungur

### Desistências
Antes do torneio
- Mardy Fish
- Kei Nishikori (problema estomacal)
- Robin Söderling (mononucleose)

Durante o torneio
- Alexandr Dolgopolov

## Chave de duplas

### Cabeças de chave
| País | Jogador             | País | Jogador              | Rank1 | Cabeça |
| ---- | ------------------- | ---- | -------------------- | ----- | ------ |
| BLR  | Max Mirnyi          | CAN  | Daniel Nestor        | 6     | 1      |
| USA  | Bob Bryan           | USA  | Mike Bryan           | 6     | 2      |
| FRA  | Michaël Llodra      | SRB  | Nenad Zimonjić       | 11    | 3      |
| SWE  | Robert Lindstedt    | ROU  | Horia Tecău          | 17    | 4      |
| IND  | Leander Paes        | CZE  | Marcin Matkowski     | 20    | 5      |
| POL  | Mariusz Fyrstenberg | POL  | Radek Štěpánek       | 20    | 6      |
| IND  | Mahesh Bhupathi     | IND  | Rohan Bopanna        | 27    | 7      |
| AUT  | Alexander Peya      | PAK  | Aisam-ul-Haq Qureshi | 32    | 8      |

- 1 Rankings como em 15 de maio de 2012

### Outros participantes
As seguintes parcerias receberam convites para a chave de duplas:
- Flavio Cipolla /  Paolo Lorenzi
- Gianluca Naso /  Filippo Volandri

#### Desistências
Durante o torneio
- Pablo Andújar

## Campeões

### Simples
- Rafael Nadal venceu  Novak Djokovic, 7–5, 6–3

### Duplas
- Marcel Granollers /  Marc López venceram  Łukasz Kubot /  Janko Tipsarević, 6–3, 6–2